# (8225) Emerson
(8225) Emerson (1996 QC) – planetoida z grupy pasa głównego asteroid okrążająca Słońce w ciągu 5,16 lat w średniej odległości 2,98 au. Odkryta 16 sierpnia 1996 roku.